# Montezuma (Kansas)
Montezuma és una població dels Estats Units a l'estat de Kansas. Segons el cens del 2000 tenia 966 habitants.

## Demografia
Segons el cens del 2000, Montezuma tenia 966 habitants, 335 habitatges, i 235 famílies. La densitat de població era de 525,3 habitants/km².
Dels 335 habitatges en un 32,2% hi vivien nens de menys de 18 anys, en un 62,1% hi vivien parelles casades, en un 6% dones solteres, i en un 29,6% no eren unitats familiars. En el 27,2% dels habitatges hi vivien persones soles el 13,7% de les quals corresponia a persones de 65 anys o més que vivien soles. El nombre mitjà de persones vivint en cada habitatge era de 2,55 i el nombre mitjà de persones que vivien en cada família era de 3,13.
Per edats la població es repartia de la següent manera: un 25,6% tenia menys de 18 anys, un 8,4% entre 18 i 24, un 21,6% entre 25 i 44, un 15,6% de 45 a 60 i un 28,8% 65 anys o més.
L'edat mediana era de 39 anys. Per cada 100 dones de 18 o més anys hi havia 73,7 homes.
La renda mediana per habitatge era de 36.719 $ i la renda mediana per família de 41.528 $. Els homes tenien una renda mediana de 31.500 $ mentre que les dones 23.750 $. La renda per capita de la població era de 19.052 $. Entorn del 5,6% de les famílies i l'11% de la població estaven per davall del llindar de pobresa.

## Poblacions més properes
El següent diagrama mostra les poblacions més properes.